# Saropogon birdi
Saropogon birdi är en tvåvingeart som beskrevs av Charles Howard Curran 1931. Saropogon birdi ingår i släktet Saropogon och familjen rovflugor.
Artens utbredningsområde är Oklahoma. Inga underarter finns listade i Catalogue of Life.